# Galbula albirostris
Galbula albirostris là một loài chim trong họ Galbulidae.